# Valkyries du North Jersey
Les Valkyries du North Jersey sont un club de soccer basé à Wayne, au New Jersey. Fondé en 1997, il fait partie de la W-League. 